# Деаг (Муреш)
Деаг (рум. Deag) насеље је у Румунији у округу Муреш у општини Јернут. Oпштина се налази на надморској висини од 319 m.

## Историја
Према државном шематизму православног клира Угарске у месту "Дег" је 1846. године било само 92 породице. При храму је служио парох, поп Георгије Поповић.

## Становништво
Према подацима из 2002. године у насељу је живело 390 становника, од којих су сви румунске националности.